# Merenra I
Merenra I, alternativ stavning Merenre eller Merienra var regentnamnet på den fjärde faraonen under Egyptens sjätte dynasti som regerade omkring 2250–2245 f. Kr.

## Familjebakgrund
Merenra I var en son till farao Pepi I och hans gemål Ankhnesmerire I. Hans efterträdare Pepi II var hans halvbror, och hans moster Ankhnesmerire II var hans enda kända hustru, och änka efter Pepi I. Dottern Ankhnesmerire III var hans enda kända barn och gifte sig med Pepi II.

## Regeringstid
Merenra I härskade troligen omkring 11-15 år men i Turinpapyrusen anges 44 år, men det är troligt att det skett en felplacering och förra radens 20 år är den korrekta.
Merenra I lät bygga fem kanaler som gjorde svåra passager på Nilen mer farbara, och han sände expeditioner till landen Punt och Jam. Han begravdes i sin pyramid vid södra Sakkara, vilken innehåller Pyramidtexterna. När pyramiden för första gången undersöktes på 1880-talet hittades en mumie i bra skick bredvid den uppbrutna och plundrade sarkofagen. Vid transporten till Kairo bröts den i två delar, lagrades och glömdes bort. Efter andra världskriget upptäcktes det att den hade försvunnit utan att någon undersökning gjorts.